# 渡辺譲

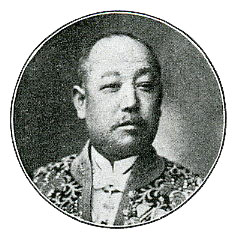
渡辺譲

渡辺 譲（わたなべ ゆずる、安政2年10月17日（1855年11月26日） - 1930年9月7日）は、明治時代の建築家。創業時（初代）の帝国ホテルの設計者としても知られる。工手学校（現 工学院大学）造家学科教員。

## 経歴
四谷に生まれる。父は幕臣の渡辺升である。議院建築設計コンペに当選したことで知られる渡辺福三は弟。
1880年、工部大学校造家学科を卒業（第2回生）し、卒業後は工部省技手、つづいて内務省営繕課技手となった。

1886年から1887年、内閣臨時建築局技師となり、官庁集中計画の一環で妻木頼黄らとともにドイツへ留学する。シャルロッテンブルグ工学大学で学ぶ。1887年から欧州各国を視察（1890年まで）。
1888年(明治21年)に帰国後、裁判所建築主任、工事部勤務（1891年まで）。海軍省（コンドル設計）や業余で帝国ホテルの建設に携わった。一時官職を離れ、清水組技師長を務めた（1891-1894年）。
日清戦争直前の1894年、海軍の建築技師になり、海軍省海軍技師呉鎮守府経理部建築科長として呉のドック建設に当たった。後に技師最高位の海軍工務監に昇進する。1899年、工学博士号を取得。
1900年 (明治33年) 欧米出張。1901年、舞鶴鎮守府経理部建築科長任、1904年には辰野金吾に代わり1年間建築学会会長に就任。1905年横須賀海軍経理部建築科長兼任。1908年 (明治41年) 海軍経理学校教官(兼任) 。
1911年に海軍を辞し、同年7月8日、宮内省より錦鶏間祗候を拝命した。同年から浅野総一郎に請われ浅野造船および浅野関連の建築顧問を務めた。

## 栄典
位階
- 1891年（明治24年）12月21日 - 従七位[2]
- 1911年（明治44年）
  - 3月20日 - 従四位[3]
  - 7月20日 - 正四位[4]

勲章
- 1900年（明治33年）12月20日 - 勲五等瑞宝章[5]
- 1906年（明治39年）4月1日 - 勲三等旭日中綬章、明治三十七八年従軍記章[6]

## 作品
- 第一銀行横浜支店（1889年）

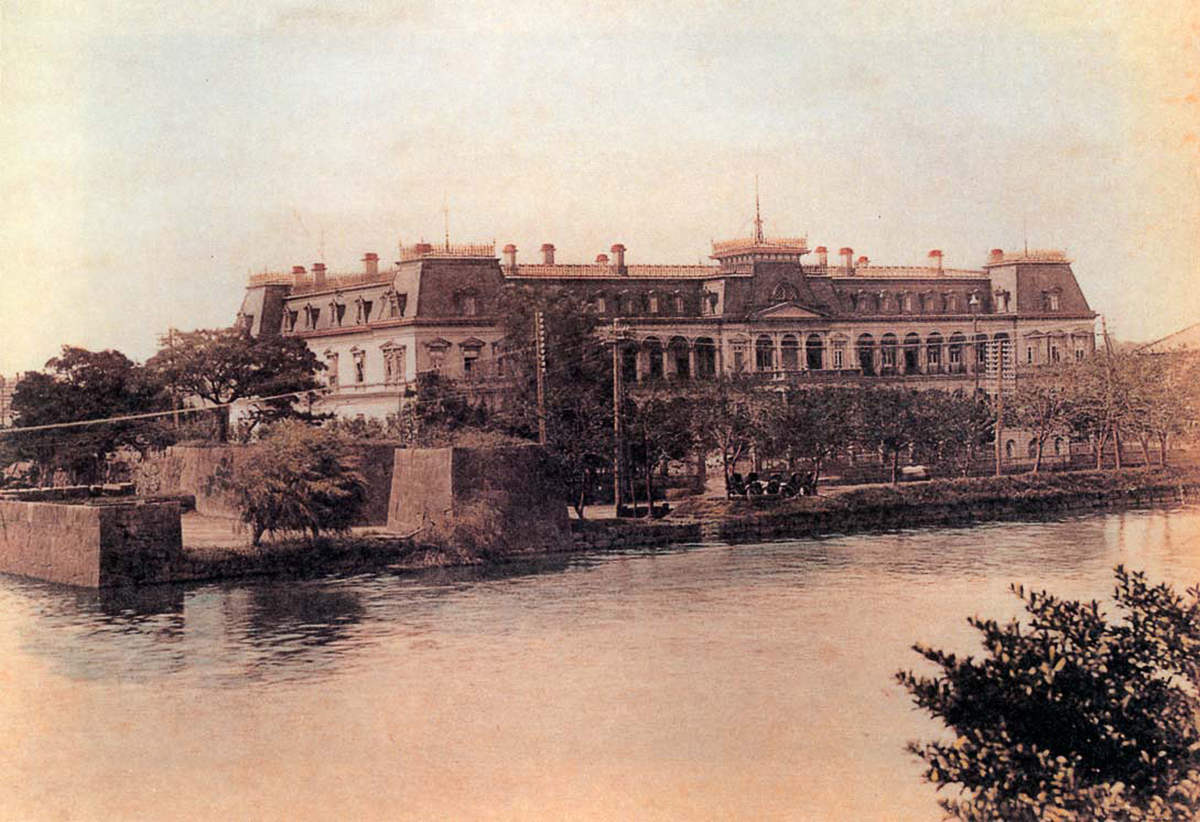
帝国ホテル（初代）

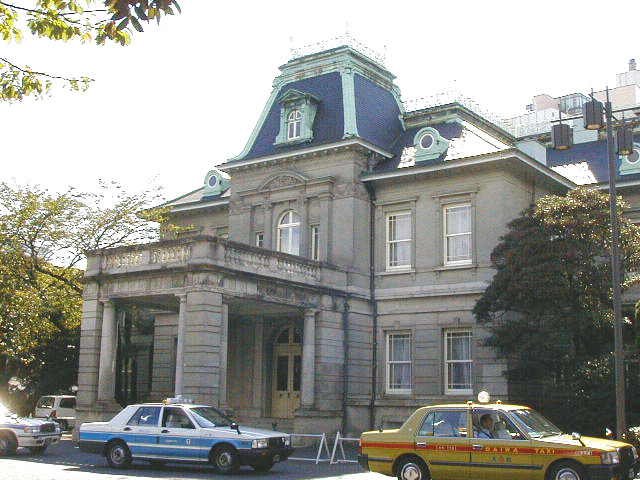
旧竹田宮邸洋館

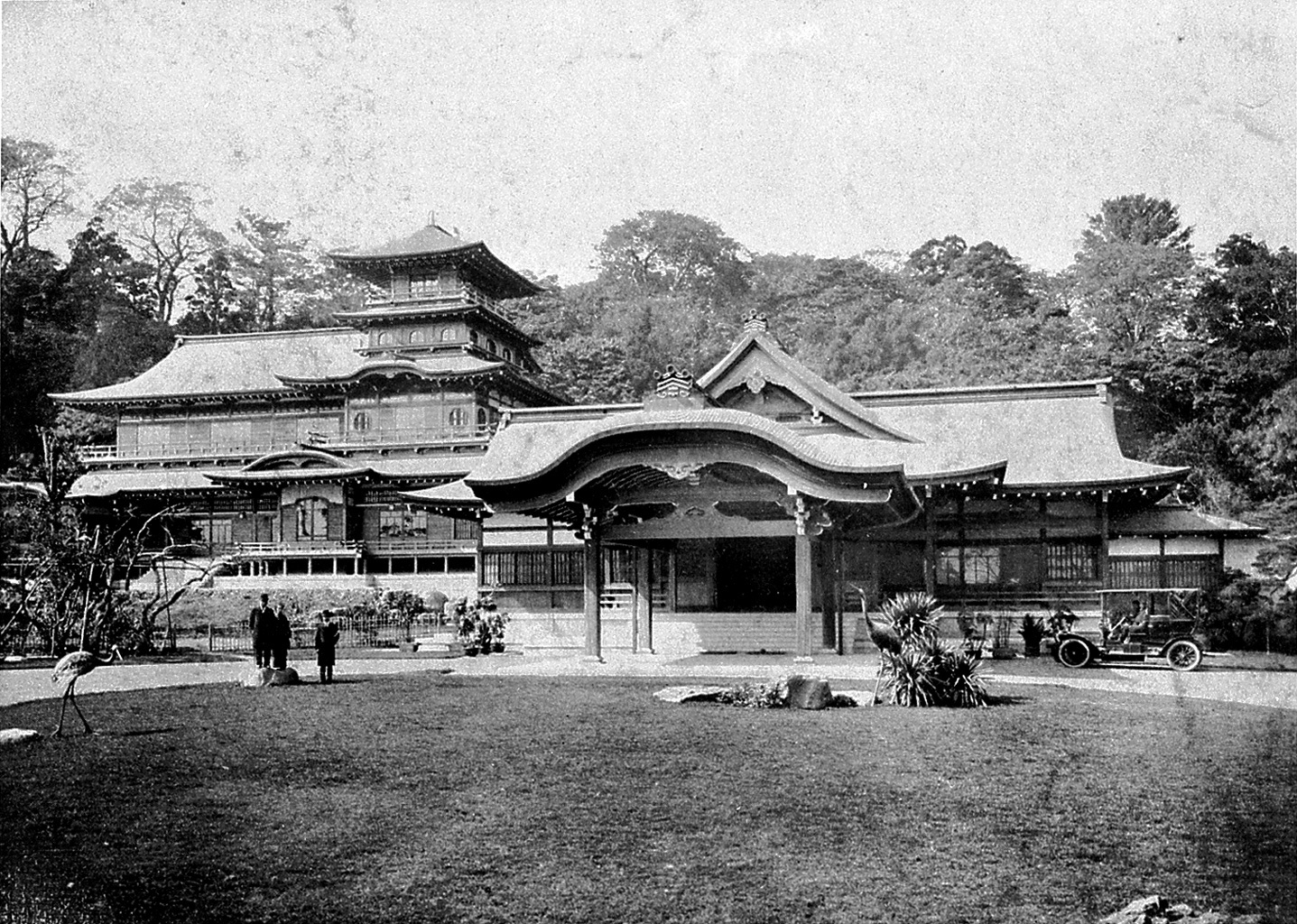
浅野総一郎邸「紫雲閣」

- 学習院校舎（1890年）清水組在籍時の作品。
- 帝国ホテル（1890年） 臨時建築局在籍時の仕事。ライト館建設中の1922年に火災のため焼失した。
- 都新聞社 清水組在籍時の作品。現存しない。
- 前田侯爵邸洋館（1907年） 前田家が駒場に移転し、本郷の邸宅跡が東京帝国大学の敷地となった後は迎賓館に使用された。空襲で焼失。発掘された基礎部分が東大構内に展示されている。
- 海軍参考館（1908年）
- 浅野総一郎邸「紫雲閣」（1909年） 東京三田。設計は伊東忠太。戦災で焼失。
- 竹田宮邸洋館（1912年） 片山東熊、木子幸三郎と連名。